# Tourtoirac
Tourtoirac település Franciaországban, Dordogne megyében. Lakosainak száma 638 fő (2022. január 1.). Tourtoirac Saint-Martial-d’Albarède, Hautefort, Cherveix-Cubas, Saint-Raphaël, Coulaures, Saint-Pantaly-d’Excideuil, Sainte-Eulalie-d’Ans, Chourgnac és Sainte-Orse községekkel határos.

## Népesség
A település népessége az elmúlt években az alábbi módon változott:
| Lakosok száma | 849  | 756  | 654  | 624  | 652  | 649  | 644  | 641  | 639  | 638  |
|               | 1968 | 1982 | 1990 | 2006 | 2013 | 2015 | 2017 | 2019 | 2020 | 2022 |